# Jorge Gutiérrez (baloncestista)
Jorge Iván Gutiérrez Cárdenas (Chihuahua, Chihuahua, 27 de diciembre de 1988) es un exjugador de baloncesto mexicano que disputó 12 temporadas como profesional. Con 1,91 metros de altura jugó en las posiciones de base y escolta. Actualmente es asistente en el equipo Long Island Nets de la NBA G League

## Trayectoria deportiva

### Universidad

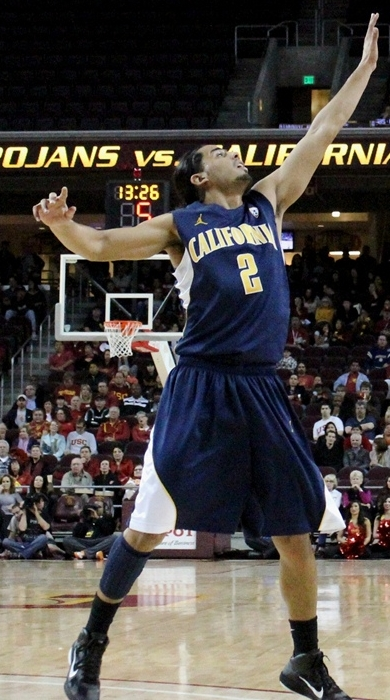
Gutiérrez con California en 2009.

Jugó a nivel universitario para el equipo de baloncesto de la Universidad de California en Berkeley, los Golden Bears, de 2008 hasta 2012. En su último año como universitario, se le dieron dos galardones, fue seleccionado como el Mejor Jugador del Año 2012 del Pac-12 y como el Mejor Jugador Defensivo del Pac-12. Fue seleccionado en dos ocasiones como All-Pac-12, en 2011 y 2012. No fue tomado en cuenta para el Draft de la NBA de 2012.

### Profesional
Fue incluido en el equipo de los Denver Nuggets para la NBA Summer League en 2012, realizando prácticas de pretemporada para una posible contratación para el Partizan de la Liga Serbia de Baloncesto.  Gutiérrez finalmente fue firmado por el equipo Canton Charge de la NBA Development League.
En marzo de 2014 firmó un contrato por diez días con los Brooklyn Nets, quienes acabaron ofreciéndole un contrato multianual.
El 11 de diciembre de 2014, Gutiérrez fue traspasado, junto con Andréi Kirilenko, una elección de segunda ronda para el draft de 2020 y los derechos de intercambiar elecciones de segunda ronda para el 2018, a los Philadelphia 76ers a cambio de Brandon Davies. Al día siguiente, Gutiérrez fue despedido por los 76ers.
El 23 de diciembre de 2014 fue readquirido por los Canton Charge de la liga de desarrollo. El 28 de febrero de 2015 firmó un contrato por diez días con los Milwaukee Bucks, firmando un segundo contrato el 7 de febrero. Después de terminar su segundo contrato y no ser renovado, regresó a la liga de desarrollo con Canton Charge. Sin embargo el 7 de abril de 2015 firmó un contrato multianual con los Bucks. El 21 de octubre de 2015 a pocos días de comenzar la temporada 2015-2016, fue cortado por los Bucks. En la temporada 2016-2017 los Nets lo adquieren para ponerlo a prueba en la temporada de que si queda estable como en la posición de movedor. El 18 de octubre fue despedido sin haber comenzado la temporada.
Durante la temporada 2019-20 jugaría en la filas del Capitanes de Ciudad de México y del Hamburg Towers de la Basketball Bundesliga.
Comienza la temporada 2020-21 en las filas del BG 74 Göttingen de la Basketball Bundesliga.
En enero de 2021, firma por el Peristeri BC de la A1 Ethniki, la primera categoría del baloncesto griego.
En septiembre de 2021 regresa a México para incorporarse a los Astros de Jalisco de la LNBP. En la temporada 2022 es reconocido como el MVP mexicano de la temporada regular.
En enero de 2022 firma con Dorados Capital en lo que será su primera incursión en la LBE y jugando por primera vez en su ciudad natal. Consigue su primer título profesional y es galardonado como el jugador más valioso de la final (MVP).
En noviembre de 2022 es anunciado como refuerzo de los Libertadores de Querétaro para disputar la Liga de Campeones de Baloncesto de las Américas (BCLA).
Su último equipo fue Apaches de Chihuahua de la Liga de Básquetbol Estatal de Chihuahua en el que disputó la temporada 2024 quedando como subcampeones.

### Selección nacional
[actualizar]
Durante agosto y septiembre de 2023 fue integrante de la selección de México que participó en el Mundial de 2023 celebrado en Asia, y que finalizó en vigesimoquinto lugar.

### Entrenador
Tras anunciar su retirada en agosto de 2024, se incorpora como técnico asistente al equipo de Long Island Nets de la NBA G League para la temporada 2024-25.

## Estadísticas de su carrera en la NBA

### Temporada regular
| Año     | Equipo    | PJ | PT | MPP  | %TC  | %3P  | %TL  | RPP | APP | ROB | TPP | PPP |
| ------- | --------- | -- | -- | ---- | ---- | ---- | ---- | --- | --- | --- | --- | --- |
| 2013-14 | Brooklyn  | 15 | 2  | 16.3 | .463 | .250 | .750 | 1.5 | 2.0 | .7  | .1  | 4.1 |
| 2014-15 | Brooklyn  | 10 | 0  | 4.4  | .500 | .000 | .667 | .7  | .1  | .1  | .0  | 1.6 |
| 2014-15 | Milwaukee | 10 | 1  | 13.1 | .556 | .000 | .700 | 1.8 | 1.5 | .5  | .0  | 3.7 |
| 2015-16 | Charlotte | 12 | 0  | 5.3  | .545 | .000 | .909 | .6  | 1.4 | .3  | .0  | 1.8 |
| Total   | Total     | 47 | 3  | 10.3 | .500 | .176 | .778 | 1.1 | 1.5 | .4  | .0  | 2.9 |

### Playoffs
| Año   | Equipo    | PJ | PT | MPP  | %TC  | %3P  | %TL  | RPP | APP | ROB | TPP | PPP |
| ----- | --------- | -- | -- | ---- | ---- | ---- | ---- | --- | --- | --- | --- | --- |
| 2014  | Brooklyn  | 2  | 0  | 1.5  | .000 | .000 | .500 | .5  | .0  | .0  | .0  | 1.0 |
| 2015  | Milwaukee | 1  | 0  | 12.0 | .500 | .000 | .000 | 1.0 | 1.0 | .0  | .0  | 2.0 |
| 2016  | Charlotte | 3  | 0  | 4.0  | .000 | .000 | .000 | .7  | .7  | .0  | .0  | .0  |
| Total | Total     | 6  | 0  | 4.5  | .200 | .000 | .500 | .7  | .5  | .0  | .0  | .7  |